# 第46回日本レコード大賞
第46回日本レコード大賞（だい46かいにほんレコードたいしょう）は、2004年（平成16年）12月31日に新国立劇場中劇場で行われた、46回目の『日本レコード大賞』である。

## 概要
第46回の大賞はTBS系ドラマ「オレンジデイズ」の主題歌、Mr.Childrenの「Sign」に決定した。Mr.Childrenは10年ぶり2度目の受賞。同局のドラマ主題歌としては第44回以来2年ぶりの受賞。男性アーティストとしては第42回（2000年）のサザンオールスターズ以来4年ぶりとなった。
この年から新国立劇場・中劇場で開催となり、大賞発表のプレゼンターは俳優の渡辺謙、最優秀新人賞発表のプレゼンターはアニマル浜口、最優秀歌唱賞発表のプレゼンターは五輪金メダリストの室伏広治が起用された。
8月に発生したエイベックスのお家騒動に責任を感じていたという前年まで3年連続大賞受賞者・浜崎あゆみがノミネート選考段階で事前に辞退したとウェブサイトで発表した。この辞退に関して主催者側は辞退した話を全く聞いておらず、浜崎にノミネート曲があったものの落選したとしたため、双方の「ノミネート」の認識に食い違いが起きるという異例の事態となった。翌年以降（47回）浜崎は各賞に受賞することはなくなった。またTBSが制作に関わった映画『世界の中心で、愛をさけぶ』の主題歌「瞳をとじて」の平井堅も辞退したため、シングル2作が年間2位と5位に入り、アルバムも年間2位と総合的な売り上げで他を引き離したMr.Childrenが「Sign」（オリコン年間2位）で10年ぶりの大賞を受賞、今度は実際に会場に駆けつけ生出演した。桜井和寿は受賞した際のインタビューで「どんなにいい曲を作っても、いい演奏をしてももらえる賞ではない。この賞は周りのスタッフの努力でもらえたものだと思う」とコメントした。
視聴率（ビデオリサーチ調べ、関東地区）は10.4%。これは昭和40年代の一時期にあった2部構成の時代を除けば、当時史上最低の視聴率であった。瞬間最高視聴率は松平健が「マツケンサンバII」歌唱時の20.5%。

## 司会
- 堺正章
- 伊東美咲
- 安住紳一郎（TBSアナウンサー）
- 小林麻耶（TBSアナウンサー）
- ラジオ中継担当・小島一慶

## 受賞作品・受賞者一覧

### 日本レコード大賞
- 「Sign」
- 歌唱：Mr.Children
- 作曲・作詩：桜井和寿
- 編曲：小林武史 & Mr.Children
- プロデューサー：小林武史
- プロダクション：烏龍舎
- レコード会社：トイズファクトリー

### 最優秀歌唱賞
- 夏川りみ「愛よ愛よ」

### 最優秀新人賞
- 大塚愛「さくらんぼ」

### 金賞（大賞ノミネート作品）
- EXILE「Carry On」
- 華原朋美「あなたがいれば」
- 河口恭吾「桜」
- 神野美伽「あかね雲」
- DA PUMP「胸焦がす...」
- 夏川りみ「愛よ愛よ」
- 原田悠里「氷見(ひみ)の雪」
- 氷川きよし「番場の忠太郎」
- BoA「QUINCY」
- Mr.Children「Sign」
- 水森かおり「釧路湿原」
- Lead「Night Deluxe」

### 新人賞（最優秀新人賞ノミネート）
- 大塚愛「さくらんぼ」
- 北山たけし「片道切符」
- 平原綾香「Jupiter」
- 森山愛子「おんな節」

### ベストアルバム賞
- 五木ひろし「おんなの絵本」

### 特別賞
- 松平健「マツケンサンバII」
- Ryu／倉本裕基「韓流ブーム」

### 作曲賞
- 河口京吾「桜」

### 編曲賞
- 坂本昌之「Jupiter」（歌・平原綾香）

### 作詩賞
- 松井由利夫「番場の忠太郎」（歌・氷川きよし）

### 企画賞
- Coco d'Or「Coco d'Or」／エイベックス 株式会社
- 子守唄　ふるさとへの旅／キングレコード 株式会社
- SWING GIRLS & ミッキー吉野 他「SWING GIRLS」 ORIGINAL SOUNDTRACK／ユニバーサル ミュージック 株式会社
- テイチクアワー　一五一会／株式会社 テイチクエンタテインメント
- Let's Dance! Tribute To Tadashi Yoshida　〜ダンス・パーティーの夜〜／ビクター エンタテインメント 株式会社

### 功労賞
- 服部克久
- 宮川泰
- 三田明
- 雪村いづみ

### 特別功労賞
- 伊奈一男
- 金田一春彦
- 佐藤泉
- 姫神（星吉昭）
- 和田弘

### 特別選奨
- 遠藤実

## TV中継スタッフ
- 構成：樋口弘樹、あべ
- 取材：三好千春、村山由紀子、板垣寿美
- ナレーション：ケイ・グラント
- TM：河野志朗(新国立劇場)
- TD：小林敏之(新国立劇場)、丹野至之、坂口司(Bスタジオ)、箸透(新国立劇場エントランス)、鈴木康夫(増上寺)、伊東修(OAサブ)
- カメラ：長谷川晃司、藤田栄治(新国立劇場)、中野真悟(Bスタジオ)、井原公二(新国立劇場エントランス)、池内和夫(増上寺)
- VE：関昭一(新国立劇場)、瀬戸博之(Bスタジオ)、井下雅美(新国立劇場エントランス)、岩佐博(増上寺)、高橋康弘(OAサブ)
- 照明：松本修一、高橋章(新国立劇場)、近藤明人(Bスタジオ)、米山等(新国立劇場エントランス)、矢作和彦(増上寺)
- 音声：小澤義春、須田道陽(新国立劇場)、高場秀文(Bスタジオ)、菅原正巳(新国立劇場エントランス)、沖田良一(増上寺)、平井郁雄(OAサブ)
- PA：宮坂修、小暮倫見(新国立劇場)
- 音効：岡本智宏(新国立劇場)、大田誠也(OAサブ)
- 回線：水谷享介
- 編集：川中健治
- MA：橋本大
- 美術プロデューサー：飯田稔、村上仁之
- 美術デザイン：中西忠司
- 美術制作：長谷川隆之、高橋宏明
- 装置：成本活明
- メカシステム：大谷圭一
- 電飾：真鍋明、本田英喜
- 装飾：川原栄一
- 特殊効果：矢島克祐
- 楽器：木本真弓
- 衣装：軽石真央
- 持道具：貞中照美
- 化粧：アートメイク・トキ
- 技術協力：東通、ティエルシー、エヌ・エス・ティー、TAMCO、プロカム、赤坂ビデオセンター、東放制作、NEXION、ダブルビジョン、サークル、ウィッシュ、エヌケイ特機、PRG、SJP
- 制作協力：BMC
- 公開：廣中信之
- TK：長谷川道子、葛貫明子(OAサブ)
- AP：鹿渡弘之、浅川寿人
- 制作スタッフ：小関美保子、佐々木千夏
- 演出スタッフ：渡瀬暁彦、小林雅知、斎藤慶一郎、千野晴己(Bスタジオ)、中原茂樹(新国立劇場エントランス)、佐藤朋子(増上寺)、吉橋隆雄(OAサブ)
- ディレクター：内田正、松原浩、小野喜世仁、後藤誉文
- プロデューサー：落合芳行、利根川展、片山剛
- 総合演出：平賀渉
- 舞台監督：清水徹郎
- 編成担当：津留正明
- 制作：TBSテレビ
- 製作著作：TBS
- 主催：社団法人 日本作曲家協会、日本レコード大賞制定委員会、日本レコード大賞実行委員会